# Neoponera apicalis

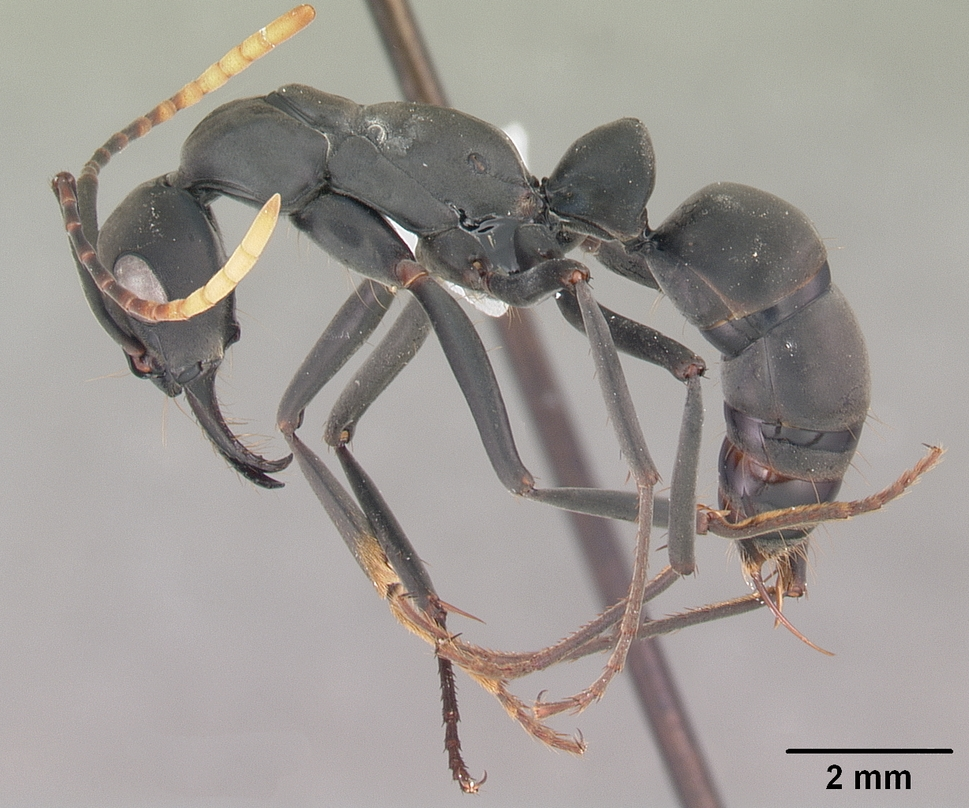
Муравей Neoponera apicalis, вид сбоку

Neoponera apicalis (лат.) — вид примитивных муравьёв рода Neoponera (ранее в составе Pachycondyla) из подсемейства Ponerinae. Неотропика.

## Распространение
Неотропика: Центральная Америка, Южная Америка (от Мексики до Боливии и Бразилии).

## Описание
Среднего размера муравьи (около 1 см) с крупными многозубчатыми жвалами.
Основная окраска чёрная; концевая часть усиков желтоватая. Голова, грудь и брюшко чёрные. Скапус усиков длинный, чёрный.
Глаза большие выпуклые, расположены в среднебоковой части головы. Жало развито. Стебелёк между грудкой и брюшком одночлениковый, состоит из петиоля.
Семьи малочисленные, включают до 100 рабочих и одну матку (моногиния), среди рабочих особей отмечены иерархические отношения. Хотя касты слабо диморфны, рабочие не могут спариваться и ограничиваются производством самцов. Трофические яйца рабочих морфологически отличаются от репродуктивных и сразу же предлагаются королеве, которая их съедает. Рабочие, лишенные прямого контакта с королевой, начинают откладывать репродуктивные яйца. Овариальная активность рабочих коррелирует с возрастом как в присутствии, так и в отсутствии королевы.
Муравьям Neoponera apicalis подражают внешней формой (мимикрируют) мирмекоморфные пауки Castianeira memnonia и богомолы Mantillica nigricans.

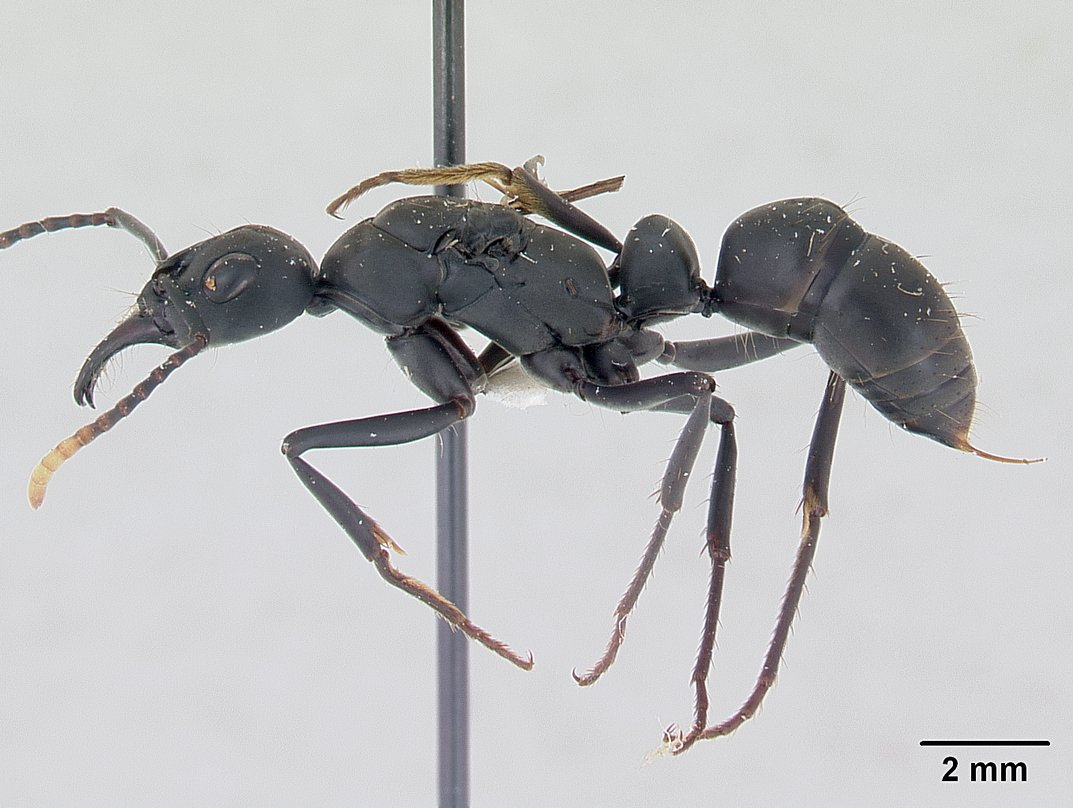
Рабочий сбоку
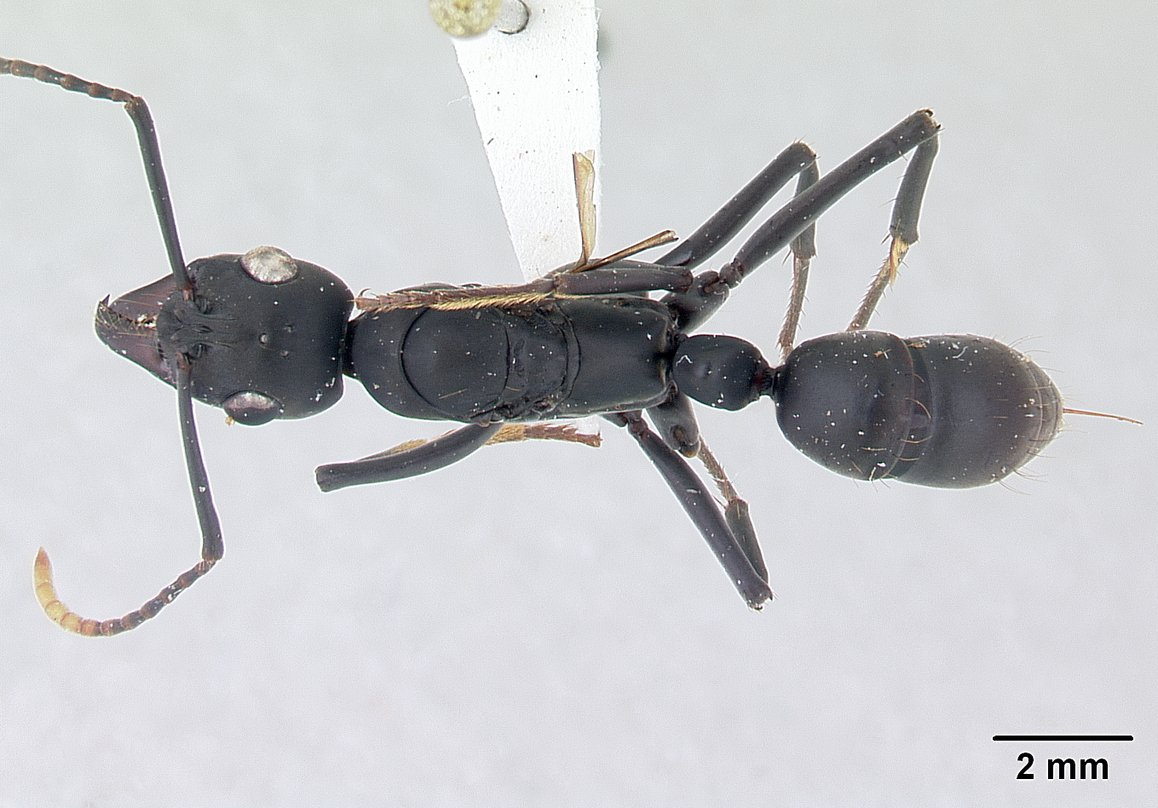
Рабочий сверху
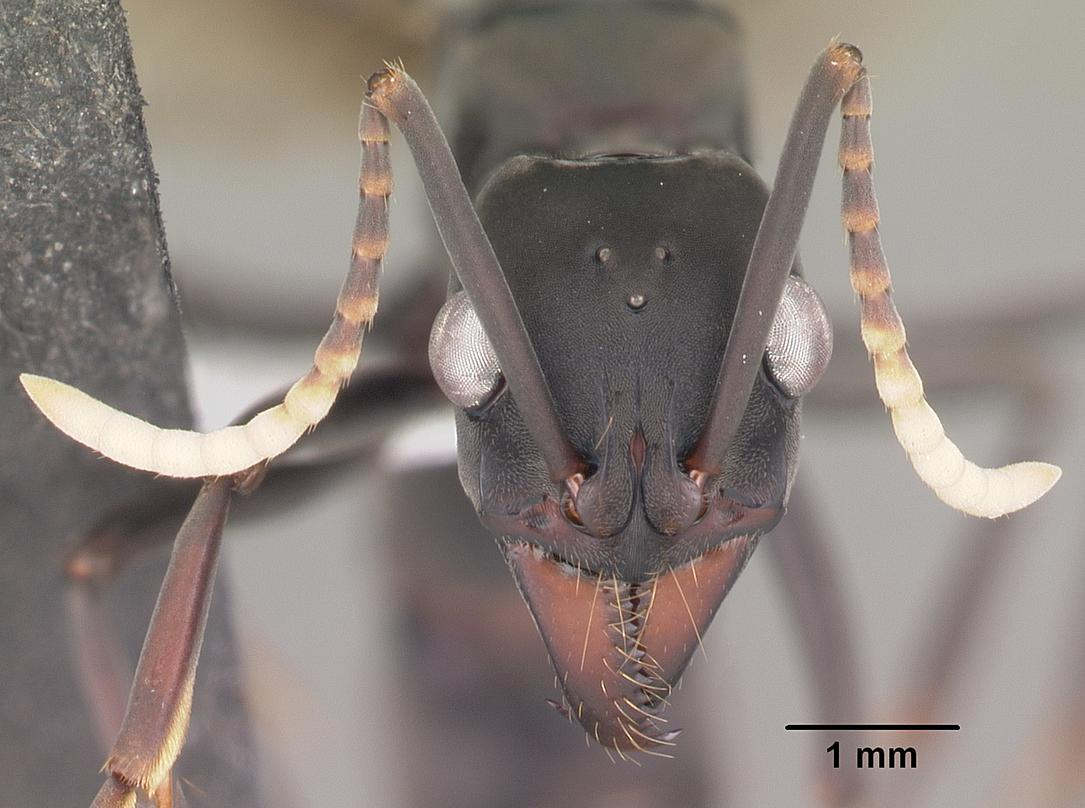
Голова самки
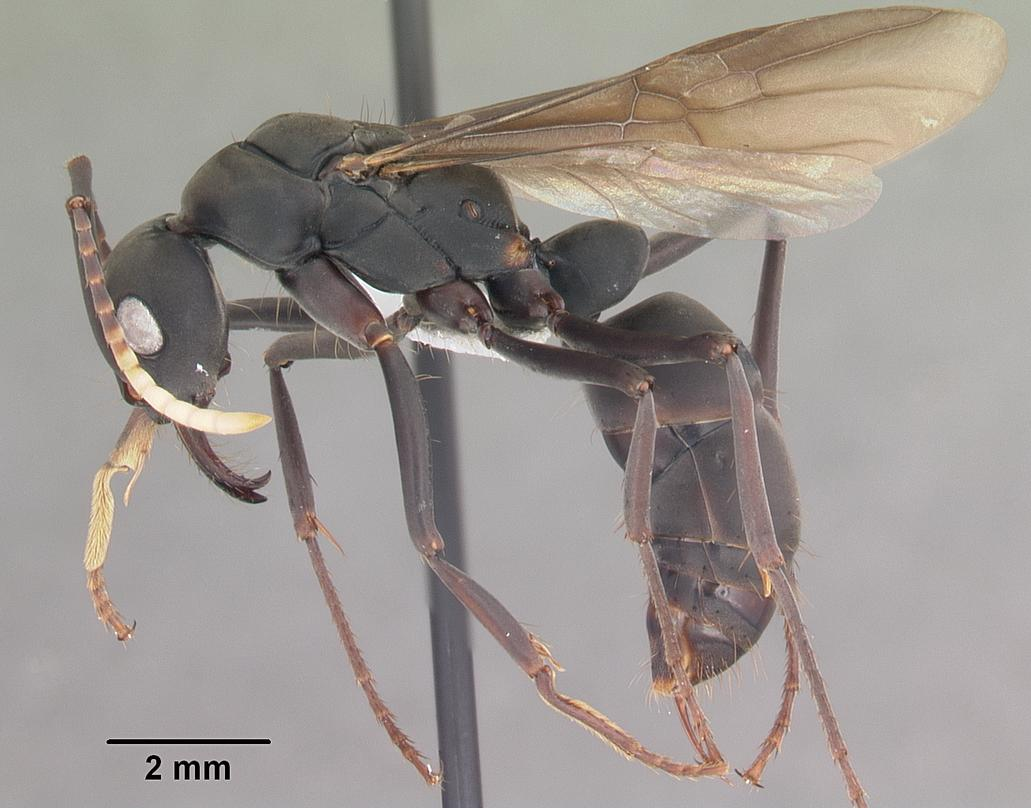
Крылатая самка
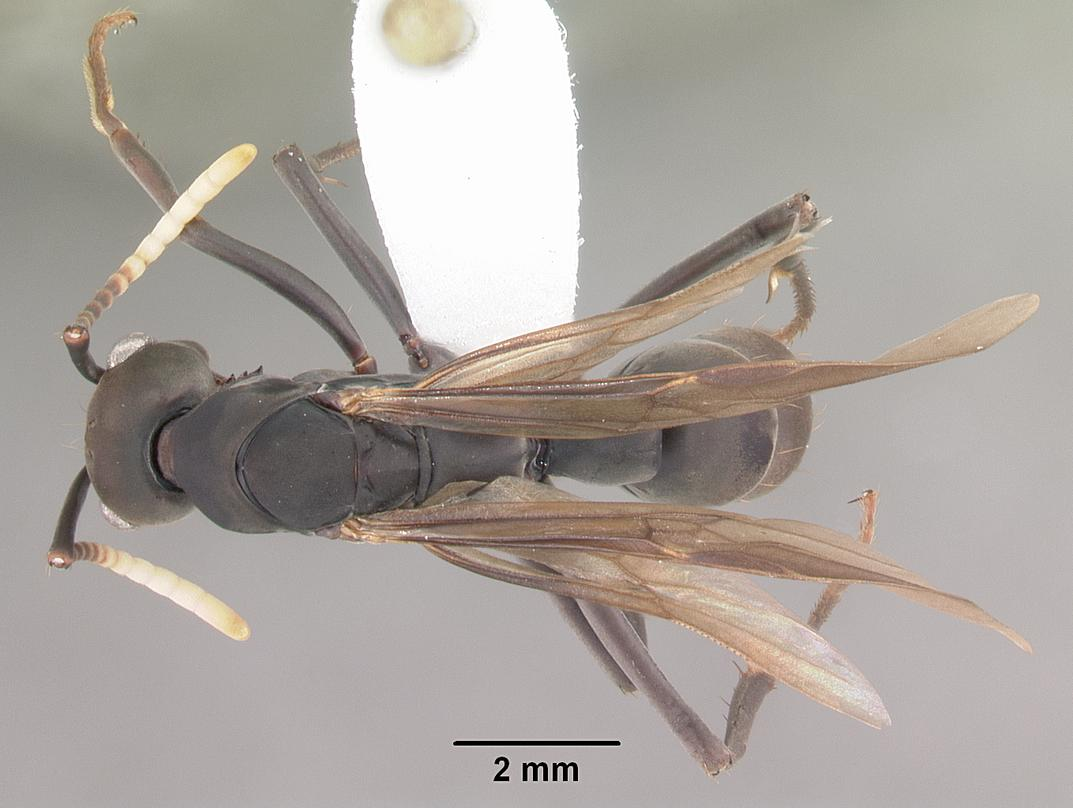
Самка сверху

## Систематика
Вид был впервые описан французским энтомологом Пьером Латрейллем под первоначальным названием Formica apicalis Latreille, 1802. В 1863 году включён в состав рода Pachycondyla, с 1901 — в род Neoponera, а с 1995 — снова в Pachycondyla и именовался Pachycondyla apicalis (Latreille, 1802). В 2014 году в ходе ревизии понерин род Neoponera был восстановлен вместе с таксоном Neoponera apicalis.